# Cyparium celebense
Cyparium celebense (лат.) — вид жуков-челновидок (Scaphidiinae) рода Cyparium из семейства жуков-стафилинид. Индонезия.

## Описание
Мелкие жесткокрылые: длина тела от 2,13 до 2,36 мм. От близких видов отличаются следующими признаками: латеральная часть метавентрита и срединная часть брюшного вентрита I грубо пунктированы, а апикальная часть парамер почти не расширена; надкрылья с шестью дискальными рядами точек. Парамеры гениталий самца слегка расширены на вершине.. Этот вид очень похож на Cyparium javanum с острова Ява (Индонезия), в частности, своим цветовым рисунком, небольшим размером тела и желтовато-коричневым XI антенномеромБлестящие, коричневато-чёрные. Надкрылья покрывают все сегменты брюшка, кроме нескольких последних. Формула члеников лапок: 5—5—5. Микофаги, собраны на грибах.

## Таксономия
Вид был впервые описан в 2016 году по типовым материалам с острова Сулавеси. Эпитет вида (celebensis, -is, -e) является прилагательным, происходящим от слова Целебес, прежнего названия Сулавеси.